# Suzanne Bonamici
Suzanne Bonamici (Detroit, 14 ottobre 1954) è una politica e avvocato statunitense, membro della Camera dei Rappresentanti per lo stato dell'Oregon.

## Biografia
Nata a Detroit in una famiglia italoamericana, la Bonamici si trasferì in Oregon per gli studi e dopo la laurea in legge esercitò la professione di avvocato occupandosi prevalentemente di tutela del consumatore.
Nel 2006, entrata in politica con il Partito Democratico, venne eletta alla Camera dei Rappresentanti dell'Oregon succedendo al compagno di partito Brad Avakian, passato al Senato di stato. Poco più di un anno dopo Avakian lasciò il seggio e la Bonamici venne nominata suo successore.
Nel 2011 il deputato David Wu annunciò le sue dimissioni a causa di uno scandalo sessuale e la Bonamici si candidò per accaparrarsi il suo seggio alla Camera dei Rappresentanti. Nelle primarie democratiche affrontò e sconfisse Avakian e nelle elezioni generali superò con ampio margine l'avversario repubblicano.
La Bonamici è sposata con il giudice federale Michael Simon e ha due figli.
Di dichiarate origini italiane, fa parte della Italian American Congressional Delegation.